# Пашалтупис
Пашалтупис (лит. Pašaltupis) — хутор в восточной части Литвы. Входит в состав Швенченеляйского староства Швянчёнского района. По данным переписи Литвы 2011 года, население Пашалтуписа составляло 4 человека.

## География
Расположено на берегу озера Юодинас в северной части района. Находится в 10,5 километрах от Швянчёниса, центра района и в 12 километрах от Швенчёнеляя, центра староства. Ближайшие населённые пункты — сёла Раудоне и Шаминяй.

## Население
| 1931                           | 1959 | 1970 | 1979 | 1989 | 2001 | 2011 |
| ------------------------------ | ---- | ---- | ---- | ---- | ---- | ---- |
| 8                              | 7    | 3    | 6    | 1    | 3    | 4    |
| Гистограмма динамики населения |      |      |      |      |      |      |